# كربوفوران
كربوفوران هو أحد أكثر مبيدات الآفات الكرباميت سمية. يتم تسويقها تحت الأسماء التجارية Furadan ، من قبل شركة FMC و Curaterr 10 GR ، من قبل Bayer ، من بين عدة شركات أخرى. يتم استخدامه لمكافحة الحشرات في مجموعة واسعة من المحاصيل الحقلية ، بما في ذلك البطاطس والذرة وفول الصويا . وهو مبيد حشري جهازي ، مما يعني أن النبات يمتصه من خلال الجذور ، ومن هناك يقوم النبات بتوزيعه في جميع أنحاء أعضائه حيث يتم تحقيق تركيزات مبيدات الحشرات. كما أن للكربوفوران نشاط اتصال ضد الآفات. 
يستخدم بكثرة لإبادة الكلاب في العالم حيث يسوق باسم لينت ويباع للمزارعين ويمكن حتى للأفراد الحصول عليه.  
وقد زاد استخدام الكربوفوران في السنوات الأخيرة لأنها واحدة من عدد قليل من المبيدات الحشرية الفعالة على فول الصويا المن ، التي توسعت مداها منذ عام 2002 لتشمل معظم مناطق زراعة فول الصويا في الولايات المتحدة. المنتج العالمي الرئيسي هو شركة FMC. 
يُظهر الكربوفوران سمية بوساطة نفس آلية عوامل الأعصاب من السلسلة V سيئة السمعة ويعرض خطرًا على صحة الإنسان. يتم تصنيفها على أنها مادة شديدة الخطورة في الولايات المتحدة على النحو المحدد في القسم 302 من قانون الطوارئ في الولايات المتحدة وقانون حق المجتمع في المعرفة (42 USC 11002) ، وتخضع لمتطلبات الإبلاغ الصارمة من قبل المرافق التي تنتج وتخزن أو استخدمها بكميات كبيرة.

## كيمياء
الاسم التقني أو الكيميائي للكربوفوران هو 2،3-ثنائي هيدرو -2،2-ثنائي ميثيل -7-بنزوفيورانيل ميثيل كاربامات ، ورقم CAS هو 1563-66-2. يتم تصنيعه عن طريق تفاعل أيزوسيانات الميثيل مع 2،3-ثنائي هيدرو -2،2-ثنائي ميثيل -7-هيدروكسي بينزوفوران.     

## حظر
الكربوفوران محظور في كندا والاتحاد الأوروبي.
في عام 2008 ، أعلنت وكالة حماية البيئة الأمريكية (EPA) أنها تعتزم حظر الكربوفوران. في ديسمبر من ذلك العام ، أعلنت شركة FMC Corp ، الشركة الأمريكية الوحيدة المصنعة للكربوفوران ، أنها طلبت طواعية أن تلغي وكالة حماية البيئة جميع الاستخدامات المسموح بها مسبقًا لهذه المادة الكيميائية كمبيد للآفات باستثناء ستة منها. مع هذا التغيير ، سيُسمح باستخدام الكربوفوران في الولايات المتحدة فقط على الذرة والبطاطس واليقطين وعباد الشمس وبذور الصنوبر والسبانخ المزروعة بالبذور. ومع ذلك ، في مايو 2009 ، ألغت وكالة حماية البيئة جميع التحمل الغذائي ، وهو إجراء يرقى إلى حظر فعلي لاستخدامه على جميع المحاصيل المزروعة للاستهلاك البشري.
تدرس كينيا حظر الكربوفوران ،  ولكن من القانوني الشراء بدون وصفة طبية في كينيا.

## سميته للفقاريات
الكربوفوران شديد السمية للفقاريات مع جرعة LD50
```
عن طريق الفم من 8-14 
 
 ملغم / كغم في الفئران 
[
11
]
 و 19 
 
 ملغم / كغم لقتل الكلاب. 
```

من المعروف أن الكربوفوران سام بشكل خاص للطيور. في شكلها الحبيبي ، ستقتل حبة واحدة طائرًا. غالبًا ما تأكل الطيور العديد من حبوب المبيدات ، وتظن أنها بذور ، ثم تموت بعد ذلك بوقت قصير. قبل حظر الشكل المحبب من قبل وكالة حماية البيئة في عام 1991 ،  كان السبب في وفاة الملايين من الطيور سنويًا. النسخة السائلة من المبيدات الحشرية أقل خطورة على الطيور حيث من غير المحتمل أن تلتهمها مباشرة ، لكنها لا تزال خطيرة للغاية. أيضاً أثبت هذا السم فعاليته على الكلاب حيث يقوم بقتلها بعد أن تتناولها الكلاب بفترة بسيطة, تستخدم من قبل السلطات في الدول التي لا تريد كلاب على ارضها. 
تم استخدام الكربوفوران بشكل غير قانوني لتسميم الحياة البرية عمدًا ليس فقط في الولايات المتحدة وكندا وبريطانيا العظمى ؛ وقد شملت الحياة البرية المسمومة القيوط والطائرات الورقية والنسور الذهبية والصقور. تم توثيق التسمم المميت الثانوي للحيوانات الأليفة والبرية ،   وجه التحديد الطيور الجارحة ( النسور الصلعاء والنسور الذهبية ) ، والكلاب الأليفة ، والراكون ، والنسور وغيرها من الزبالين. في كينيا ، يستخدم المزارعون الكربوفوران لقتل الأسود والمفترسات الأخرى.  
في عدد من الحوادث التي تم الإعلان عنها في جميع أنحاء العالم ، تم استخدام الكربوفوران أيضًا لتسمم الحيوانات الأليفة المحلية.  
تستخدم أيضاً من قبل السلطات في بعض الدول العربية لقتل الكلاب الضارة بحجة ضررها على المجتمع من إخافة للناس, وتوسيخ الطرقات, وقتل وإيذاء الأطفال  ومهاجمة الناس  وقتل للقطط الأمر الذي ساهم في إنتشار القوارض في بعض المدن. وفي المزارع حصلت عملية إعتداء للكلاب على البهائم وأكل الدجاج وإيذاء للمحاصيل الزراعية 
يستخدم الكربوفوران المهرب بطريقة غير مشروعة في 90٪ من الماريجوانا المزروعة بطريقة غير مشروعة في الأراضي العامة في كاليفورنيا.   يبدو أن هذه الماريجوانا في كاليفورنيا غير القانونية ، والملوثة بالكربوفوران تنمو هي مصدر غالبية الماريجوانا المستهلكة في الولايات التي لم يتم فيها تقنين الماريجوانا.
الكربوفوران هو اختلال في الغدد الصماء ومحتمل حدوث تسمم / نمو.  في حالات التعرض ذات المستوى المنخفض ، قد يسبب الكربوفوران تغيرات عابرة في تركيز الهرمونات . وبالتالي قد تؤدي هذه التعديلات إلى مشاكل إنجابية خطيرة بعد التعرض المتكرر.  عند التعرض في الرحم أو أثناء الرضاعة ، لوحظ انخفاض في حركة الحيوانات المنوية وعدد الحيوانات المنوية إلى جانب زيادة في نسبة الحيوانات المنوية غير الطبيعية في الفئران عند 0.4   ملغم / كغم مستوى الجرعة. في إحدى الدراسات ، انخفض تعرض الفئران لكميات شبه مميتة من الكربوفوران لهرمون التستوستيرون بنسبة 88 ٪ ، في حين ارتفعت مستويات البروجسترون والكورتيزول والاستراديول بشكل ملحوظ (1279 ٪ و 202 ٪ و 150 ٪ على التوالي).  

### السمية للبشر
يحتوي الكربوفوران على واحدة من أعلى السميات الحادة للبشر لأي مبيد حشري يستخدم على نطاق واسع في المحاصيل الحقلية (فقط الألديكارب والباراثيون أكثر سمية).     يتم تطبيق معظم الكربوفوران من قبل المطبقين التجاريين باستخدام أنظمة مغلقة ذات ضوابط هندسية بحيث لا يكون هناك تعرض لها أثناء التحضير. ومع ذلك ، في البلدان النامية ، تم الإبلاغ عن التعرض المهني للكربوفوران وما ينتج عنه من وسم بروتين الكربوفوران في مصل الدم يؤثر على صحة الإنسان ورفاهه. نظرًا لأن آثاره السامة ترجع إلى نشاطه كمثبط لإنزيم الكولينستريز ، فإنه يعتبر مبيدات آفات سامة للأعصاب .     تشير دراسة حديثة إلى أن الكربوفوران هو تقليد بنيوي لهرمون الميلاتونين العصبي ويمكن أن يرتبط مباشرة بمستقبل MT2 الميلاتونين (Ki = 1.7 أوم). يمكن أن يؤثر اختلال إشارات الميلاتونين على توازن الإيقاع اليومي ويرتبط بارتفاع خطر الإصابة بمرض السكري.

### الرعب الصحي في تايلاند
بسبب nonregistration من 4 مسرطنة المواد الكيميائية المستخدمة على المحاصيل غير المدرجة في المواد الخطرة قانون من تايلاند والخضروات مع بقايا الميثوميل ، الكاربوفوران، dicrotophos ، و EPN اتخذت من رفوف المتاجر الكبيرة في يوليو 2012.
في عام 2009 ، عرضت المجلة الإخبارية التلفزيونية 60 دقيقة ، CBS عرضًا يناقش استخدام المزارعين الكينيين لفوردان كسم لقتل الأسود الأفريقية. تشير المقالة إلى أن فورادان كان يمثل تهديدًا خطيرًا لمستقبل سكان الأسد في إفريقيا.  وقد علق FMC على هذه المسألة من خلال وسائل الإعلام ومواقعها بما في ذلك furadanfacts.com. لقد تعاملوا مع المسؤولين الحكوميين والمنظمات غير الحكومية وغيرهم لمحاولة حل الاستخدام غير القانوني للمبيدات الحشرية لقتل الحياة البرية. اتخذت الشركة إجراءات لوقف بيع هذا المنتج وأقامت برنامجًا لإعادة الشراء في شرق إفريقيا عندما تقرر أنه لا يمكن التحكم في الاستخدام غير القانوني والمتعمد للمواد الكيميائية ضد الحياة البرية من خلال برامج التعليم أو الإشراف وحدها.  على الرغم من ذلك ، ذكرت National Geographic في 2018 أن الكربوفوران «لا يزال متاحًا كثيرًا» في كينيا.

## روابط خارجية
- «حروب الكاربو» - التسمم المتعمد للنسور والحياة البرية الأخرى في ماريلاند
- واشنطن بوست: تم العثور على 13 نسرا أصلع ميتا ، وهذا ما قتلهم
- موقع مخصص لرفع مستوى الوعي حول استخدام الكربوفوران لقتل الحيوانات البرية
- الكربوفوران - طريقة جديدة وفعالة للقتل غير المشروع للثعالب (Lutra lutra) في جمهورية التشيك
- FuradanFacts.com
- CDC - دليل الجيب NIOSH للأخطار الكيميائية - الكربوفوران